# Клотри ап Клидвин
Клотри (валл. Clotri) (умер в 421(?) году) — король Демета в V веке.

## Биография
Клотри — сын Глоитгвина и внук Эдниведа. Его отец, Глоитгвин, умер раньше Эдниведа и поэтому правителем Демета, после его смерти стал Клотри. Сын Клотри, Майлгун, умер раньше его самого, а дочь Гулидер вышла замуж за ирландца Трифина, который и стал королём Демета, переименовав его в Дивед и основав свою династию.